# Royal Spain of today
Royal of Spain today es un libro de viajes sobre España y Portugal en los años 1909-1910 en el que se muestran distintos aspectos del país, las cortes española y portuguesa, así como la alta sociedad madrileña de la época.

## Historia
Antes de este libro, la autora, Tryphosa Bates-Batcheller había viajado a Italia, y recogería sus impresiones y anécdotas del viaje en un libro publicado en 1906 en Nueva York.
El libro nace del viaje a España de su autora, Tryphosa Bates-Batcheller y su marido Francis Batcheller. El inicio del viaje (hasta Lisboa) se realizó junto con la tía de Alfonso XIII, la infanta Eulalia, amiga de Tryphosa y que residía por temporadas en París como los Batcheller.
El viaje comienza saliendo desde París en coche, la infanta Eulalia, de incógnito como condesa de Ávila. Posteriormente, entran a España y llegan a Barcelona. A partir de entonces ponen rumbo al sur, visitando distintas ciudades españolas como Valencia, Alicante, Murcia, Guadix, Granada, Ronda, Sevilla, Mérida y Badajoz.
Desde allí continúan viaje hasta Lisboa donde fueron recibidos por Carlos I de Portugal y su esposa Amelia de Orleans. La autora, que también era cantante, llegó a cantar en el palacio real ante los reyes de Portugal.
Tras visitar diversos lugares de Lisboa, se despiden de la infanta Eulalia y continúan su viaje hasta Madrid. En la capital española el matrimonio formado por la autora será recibido por la práctica totalidad de los miembros de la familia real española: Alfonso XIII, Victoria Eugenia, la reina María Cristina, la infanta María Teresa y su marido Fernando de Baviera, los infantes Carlos y Luisa o la infanta Isabel. También presenciarán una capilla pública en el Palacio Real de Madrid.
Además, traba conocimiento con personajes de la alta sociedad madrileña de la época como la marquesa de Squilache, la marquesa de Vistabella, Piedad Yturbe, la también americana, José Lázaro Galdiano. También coincidirán con el prelado y misionero húngaro, Peter Vay de Vaya, a quien ya conocían. El matrimonio Bates-Batcheller visitará Toledo desde Madrid.
Tras una estancia de algunos meses en Madrid, y habiendo sido recibidos de nuevos por los reyes y la reina María Cristina, vuelven a Francia por Fuenterrabía.
Tryphosa Bates-Batcheller volvería a España al año siguiente.

## Descripción
El libro está escrito de forma epistolar al igual que su anterior obra, Glimpses of the Italian court. Contiene fotografías tomadas por la propia autora.
Tryphosa describe de forma ligera sus impresiones sobre el viaje, la corte o los personajes a los que conoce. Resulta un interesante testimonio sobre diversos temas: las relaciones sociales de la alta sociedad de la época en Madrid, la corte española, las ciudades y monumentos visitados e incluso la Guardia Civil.
El libro supone una pieza importante para calibrar el papel de las mujeres en la alta sociedad y política de la época. En palabras de José Miguel Hernández Barral textos como el de Royal Spain of today:
resultan sumamente explícitos a la hora de subrayar que ellas eran una pieza decisiva en la proyección de esa elite de cara al exterior y como definidoras de las fronteras exclusivas de las clases altas.

### Individuales
1. ↑  Bates-Batcheller, Tryphosa (1906). Glimpses of Italian court life; happy days in Italia adorata (en inglés). Nueva York: Doubleday, Page & Company.
2. 1 2  «Viaje de incógnito». La Época (Madrid). 13 de abril de 1910. p. 3.
3. ↑  «Gran Mundo». La Correspondencia de España (Madrid). 5 de mayo de 1910. p. 3. «Presentábase por vez primera en la sociedad madrileña una bellísima dama americana, que iba vestida con exquisita elegancia, mistress Batcheller, que, en unión de su esposo, ha hecho un viaje por Andalucía en automóvil, acompañando á S. A. la Infanta doña Eulalia, con quien estuvieron hasta Lisboa.»
4. ↑  «Noticias de Palacio». La Época (Madrid). 14 de mayo de 1910. p. 2.
5. ↑  «Noticias de Palacio». La Época (Madrid). 7 de mayo de 1910. p. 2. «Monsieur y Mme. Batcheller ofrecieron ayer
sus respetos á los Infantes D.ª María Teresa y Don
Fernando, quienes les dispensaron afectuosa acogida.»
6. 1 2  «La marquesa de Squilache. En honor de la infanta Isabel.». La Mañana (541) (Madrid). 2 de junio de 1911. p. 1.
7. ↑  Vicente Azofra, Antonio (2018). «5.5.14 Tryphosa Bates Batcheller (1876-1952)». Valladolid en la visión de los viajeros británicos y norteamericanos: (1750-1914) (Tesis). Universidad de Valladolid. p. 462. Consultado el 22 de diciembre de 2021.
8. ↑  Ruiz Mas, José (2012). «Comparaciones (no odiosas) entre la (Royal) Irish Constabulary y la Guardia Civil Española en los relatos de viajeros de habla inglesa por la España de los siglos XIX y XX». Estudios irlandeses = Journal of Irish Studies (7): 92-98. ISSN 1699-311X. Consultado el 22 de diciembre de 2021.
9. ↑  Hernández Barral, 2017, p. 97.